# Lenka Vymazalová
Lenka Vymazalová (* 15. června 1959 Litoměřice, Československo) je bývalá československá pozemní hokejistka, držitelka stříbrné medaile z olympiády v Moskvě z roku 1980. Za reprezentaci nastoupila celkem v 18 utkáních. Hráčka Slavoje Vyšehrad, se kterým v letech 1985 a 1987 vybojovala ligový titul.